# Jean des Barres (d'Oissery)
Pour les articles homonymes, voir Barres.
Jean des Barres, dit « d'Oissery », né possiblement vers 1230 et mort en 1289 est un chevalier et croisé français.

Il appartient à la branche aînée de la maison des Barres, et à ce titre, il est le dernier seigneur d'Oissery de la famille des Barres.

Il doit sa célébrité au fait qu'il est revenu des croisades avec une Égyptienne qu'il épousa en secondes noces.

## Biographie

### Généalogie

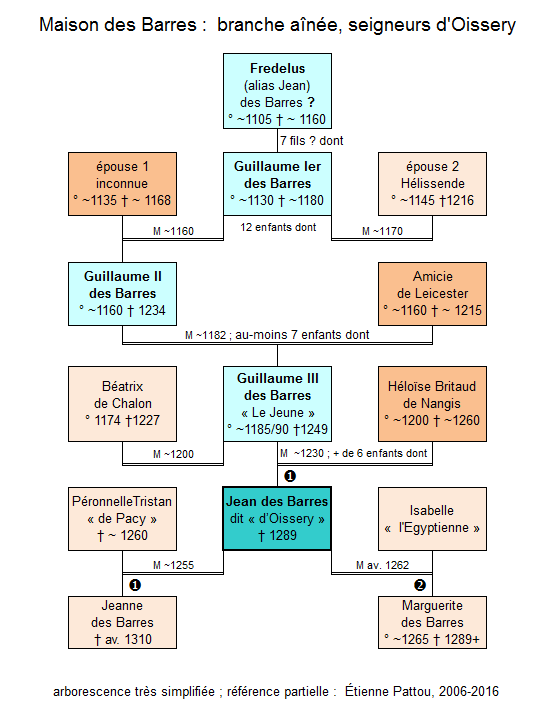

Il appartient à la branche aînée de la maison des Barres. À ce titre il est le cinquième et dernier seigneur d'Oissery à porter le nom des Barres.
Ses parents sont Guillaume III des Barres et Héloïse Britaud de Nangis, épousée en secondes noces vers 1230.

Jean, leur fils héritier, (dit parfois Jean II des Barres d'Oissery) né après 1230, épouse :
- en premières noces, vers 1255, Péronnelle Tristan dite « de Pacy » dont il a une fille, Jeanne des Barres qui épousera Guillaume d'Ivry, seigneur d'« Ossory » par sa femme ;
- en secondes noces, avant 1262, probablement en 1260[1], Isabelle « l'Égyptienne », qui lui donne une fille, Marguerite des Barres. Cette dernière épouse, sans postérité, tout d'abord Renaud de Pomponne, puis Gérard II Chabot de Retz[2].

Sans héritier mâle, les biens fonciers de Jean des Barres sont disséminés. Ses seigneuries, et en premier chef, Oissery tombent dans l'escarcelle des Chabot, puis dans celle de la maison d'Ivry.

### Titres et armes

#### Titres
Il est chevalier, seigneur d’Oissery. D'autres seigneuries lui appartenant entourent la résidence seigneuriale :  Silly, Ognes, Forfry, Saint-Pathus.

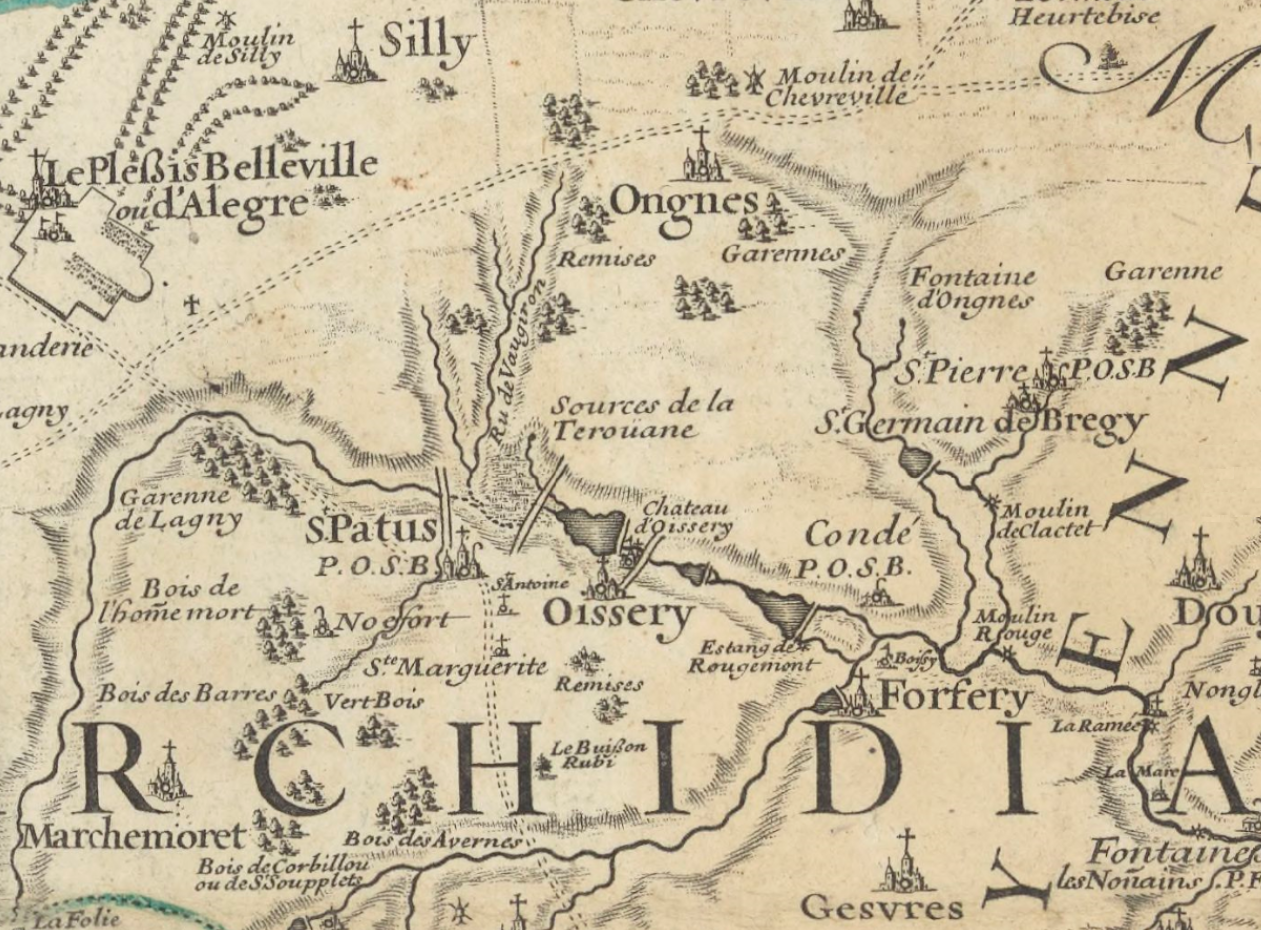
Carte des environs d'Oissery, d'après un extrait de la carte du diocèse de Meaux par François Chevalier, 1717.

Sur la carte de François Chevalier, se trouvent au centre : Oissery et son château entouré des eaux de la Thérouanne.

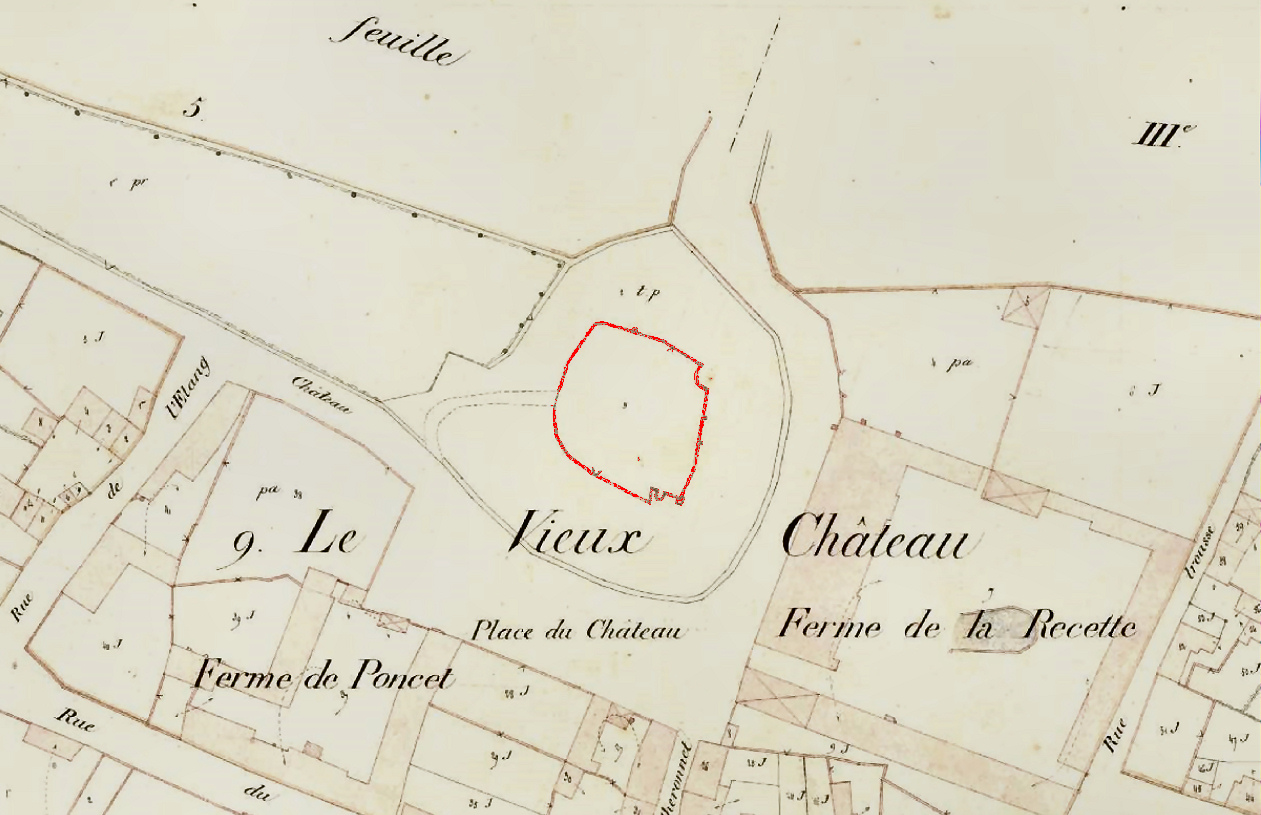
Localisation du château des Barres à Oissery (c. 1820).

Dans l'environnement d'Oissery, se trouvent les paroisses suivantes :
au nord, Silly et Ognes ; au sud-est, Forfry ; à l'est, Saint-Pathus. 
Au sud de Saint-Pathus :
- le « Bois des Barres », ainsi que « Noëfort », ancien prieuré, existant possiblement vers 1100, créé en 1127 et confirmé en 1157, au temps de Guillaume Ier des Barres qui en fut un des bienfaiteurs[5] ;
- au sud-est de Forfry, le prieuré de Fontaines-les-Nonnes où Guillaume II des Barres, le héros de Bouvines, est mort en 1234. Il s'y trouve sa supposée pierre tombale ;
- au nord-ouest se dessine le château du Plessis-Belleville, construit bien plus tard.

#### Armes
Jean des Barres hérite des armes de ses aïeux ; son blason est celui des seigneurs d'Oissery : « Blasonnement losangé d'or et de gueule » (voir son écu armorié en tête d'article, dans ses sceaux et sur sa pierre tombale).
Il utilise plusieurs sceaux ; chronologiquement :
- en 1253, un sceau à ses armes et à celles de sa première femme, conservé aux Archives nationales, référencé sous le numéro 4223 en 1850 et de cote actuelle : S 5190 n° 45. Y sont représentés, à gauche l'écu losangé des Barres d'Oissery et, à droite un lion rampant, blason de Pétronille (Péronnelle Tristan « de Pacy »). L'empreinte, en cire jaune, comporte la légende latine suivante, reconstituée en partie : « +. [DE B]ARRIS [DNI DE OISS]ERI [ACO] ». Il n'existe pas de contre-sceau ;
- en 1266, un deuxième sceau et son contre-sceau, ainsi que le sceau de sa deuxième femme, appendus à un même acte. Ces deux premières pièces sont conservées aux Archives nationales et référencées sous le numéro 4112 en 1850 et de cote actuelle : S 5173 n° 64 ; 
  - sur le sceau est représenté un chevalier, armé d'une épée, à cheval ; son casque est carré, son écu est losangé ainsi que le caparaçon de son destrier. L'empreinte, en cire verte, comporte la légende latine suivante : « + SIGILLVM IOHANNIS DE BARRIS » ;
  - le contre-sceau porte l'écu losangé cher aux Barres d'Oissery avec cette inscription : « + COT. S IOHIS DE BARRIS »[N 1] ;
  - le sceau de dame Isabelle, faucon à la main, st décrit en détail par Eugène Grésy ; il est conservé aux Archives nationales et référencé sous le numéro 4113 en 1850 et de cote actuelle : S 5173 n° 5 ; sur l'empreinte, en cire verte, on lit cette légende : « + DOMINE YSABELLIS DE BARRIS » ;
- en 1270, ce même sceau de Jean des Barres est accompagné de celui de sa fille mineure Jeanne. Ce dernier représente une damoiselle d'environ seize ans avec un petit animal sur le bras gauche ; de part et d'autre de la figure, sont disposées les armes de son père et de sa mère. L'empreinte, en cire verte, porte l'inscription : « + [L]E SEEL DAMOISELLE [IEHAN]NE DES BARRES » ;
- en 1282, un troisième sceau à son nom sur une charte en faveur des templiers ; sceau et contre-sceau, en cire verte, sont conservés aux Archives nationales et référencés sous le numéro 4124 en 1850 et de cote actuelle : S 5173 n° 130 ;  
  - le sceau représente un chevalier plein de fougue, l'épée haute ; son heaume est surmonté de cinq aigrettes disposées en éventail, l'écu et le caparaçon du destrier sont losangés ; sur la croupe du cheval, un lion stylisé. L'empreinte de cire verte porte l'inscription : « S' IOH[ANIS DE BARRIS DNI DE] OISSERI[AC]O MILITIS » ;
  - au revers, l'écu des Barres d'Oissery accompagné de la légende : « + SECRETV - IOHIS : DE - BARRIS »[7].

Sceaux de Jean des Barres
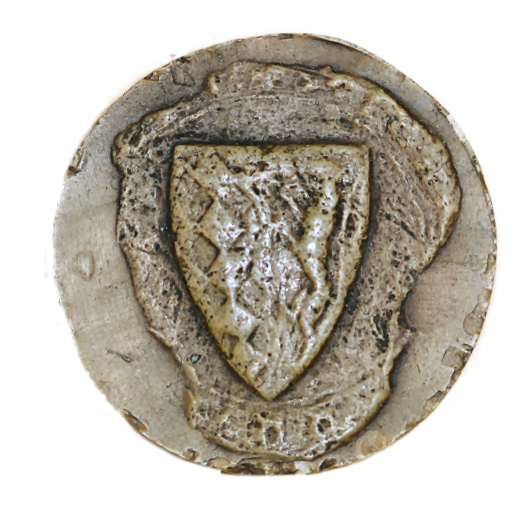
Sceau de 1253.
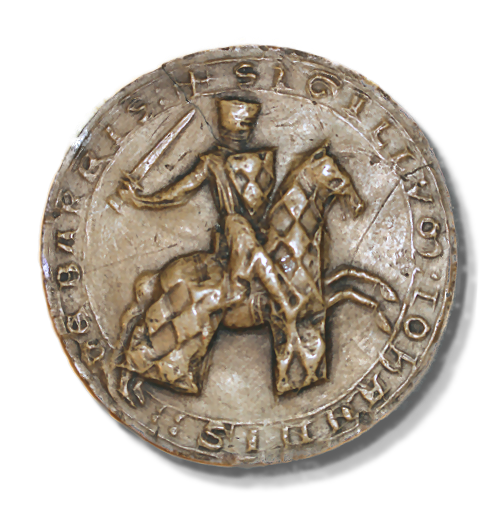
Sceau de 1266 et 1270.
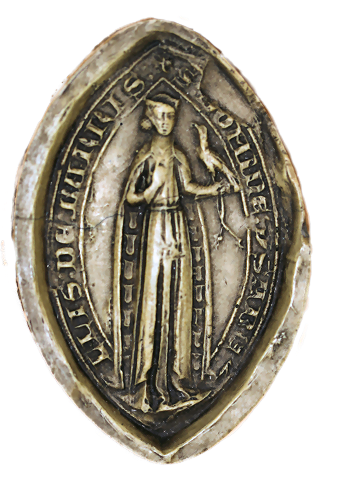
Sceau d'Isabelle, 1266.
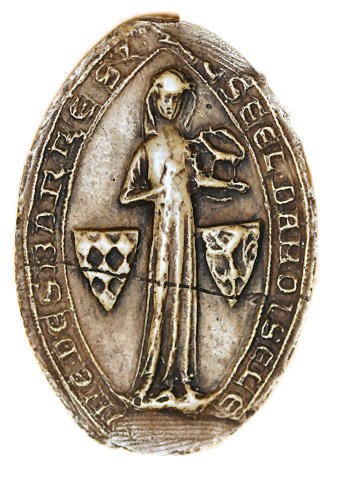
Sceau de Jeanne, 1270.
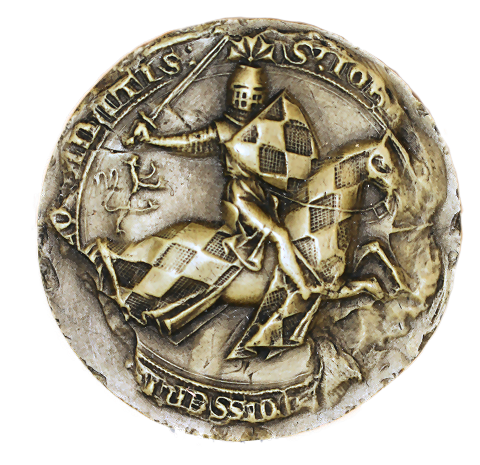
Sceau de 1282.
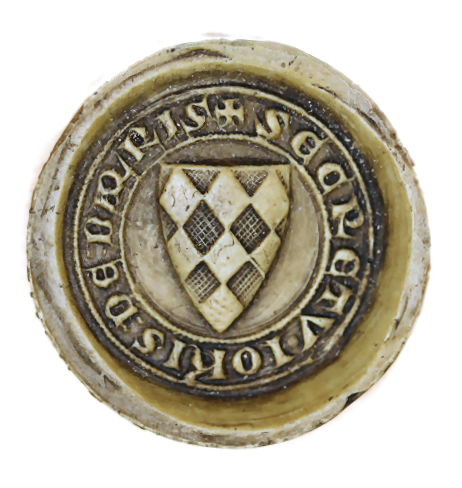
Contre-sceau de 1282.

### Le chevalier
En 1242, d'après Fernand Labour, il est dit avoir participé à la Bataille de Taillebourg. Il y aurait été fait prisonnier des Anglais [ à l'âge d'environ douze ans ? ].
Il participe à la septième croisade entreprise par le roi Louis IX dit Saint Louis, partie d'Aigues-Mortes en 1248 :

- il est signalé, en 1249, à la prise de Damiette située en Égypte, dans le delta du Nil ;

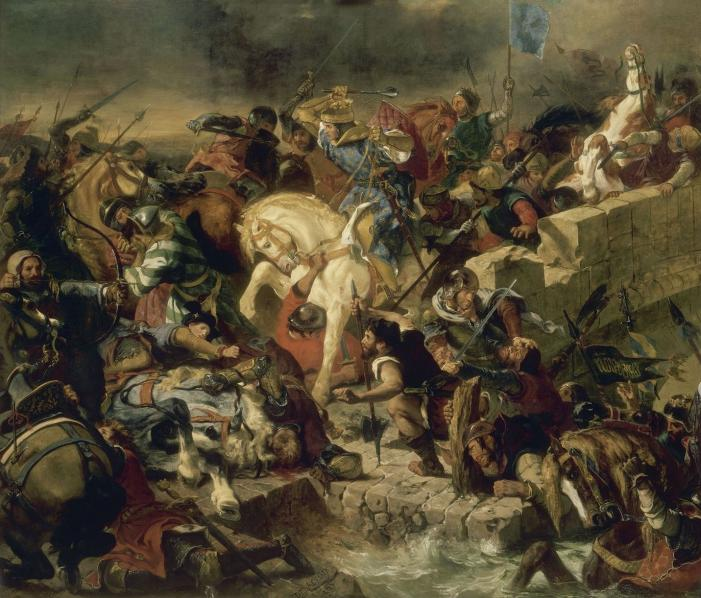
il participe en 1250 à la bataille perdue de Mansourah où il est fait prisonnier.
- 1242, bataille de Taillebourg.
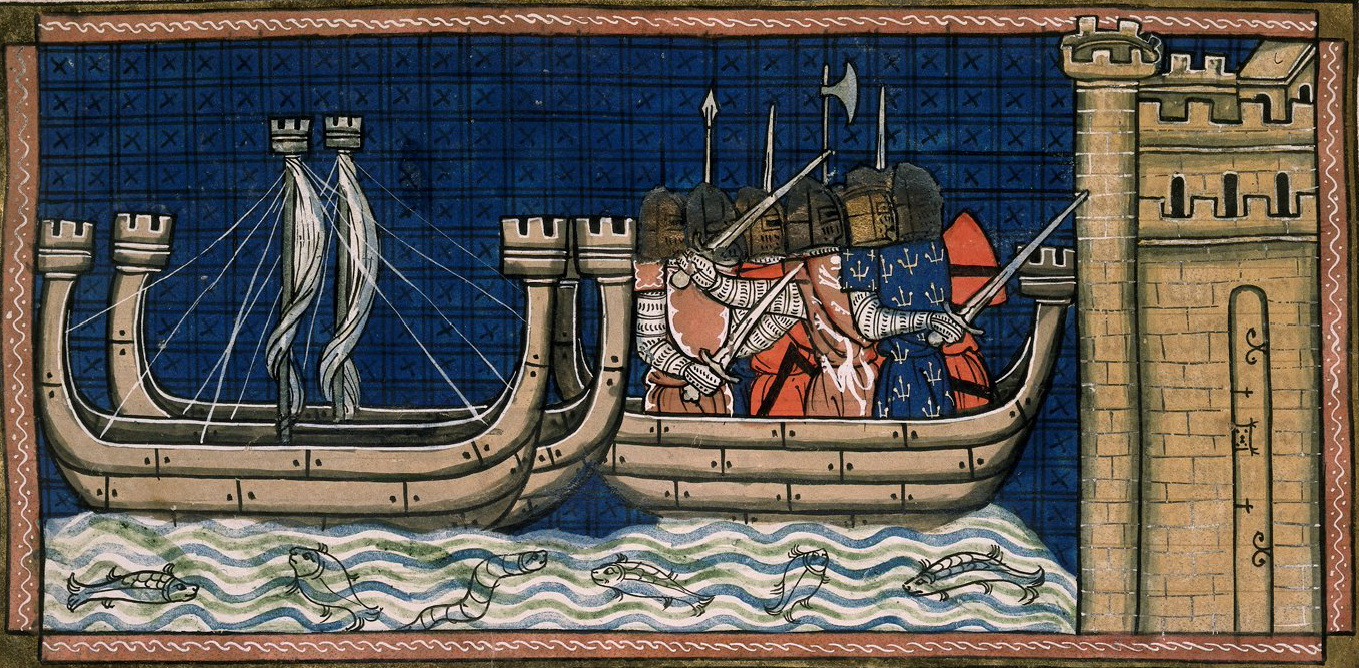
1249, attaque de Damiette.
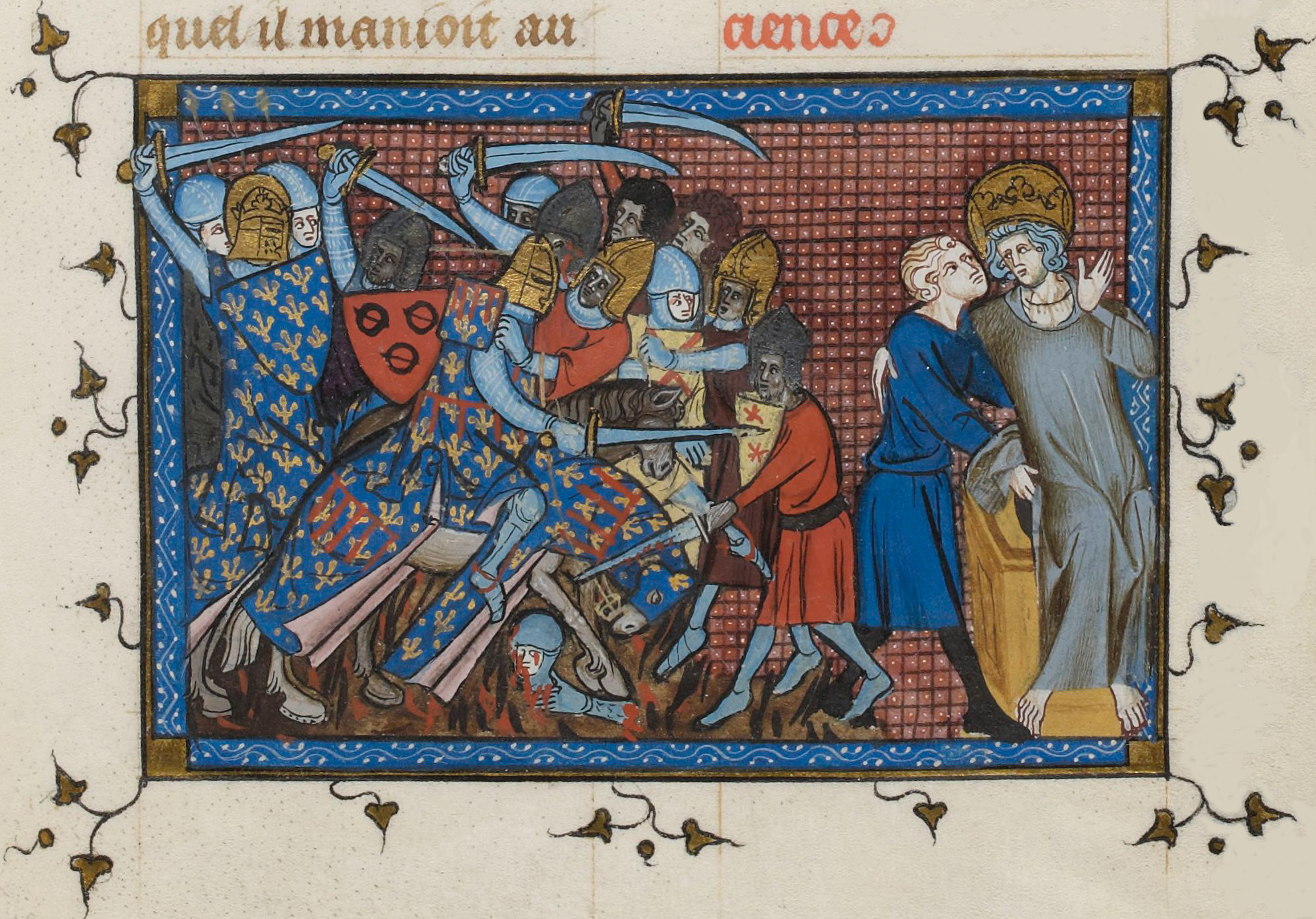
1250, bataille de Mansourah.

#### La légende

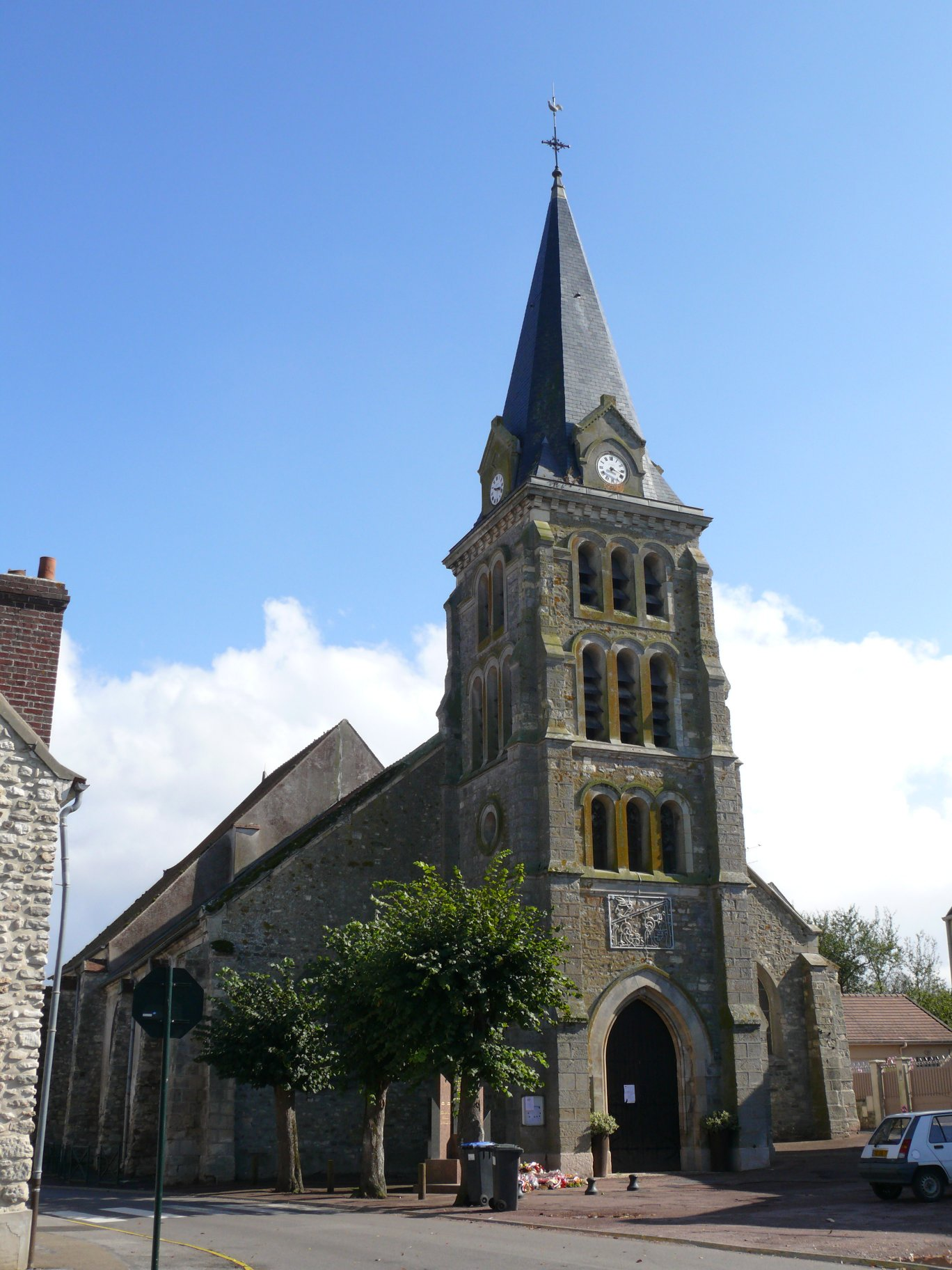
L'église collégiale d'Oissery où se trouve le tombeau de Jean des Barres entouré de ses deux épouses.

Ce sont les seuls faits avérés et rapportés par Étienne Pattou. Le tombeau de Jean des Barres et de ses deux épouses successives se trouve toujours dans l'église d'Oissery.
À l'époque, qu'un noble, européen, épouse une Égyptienne, n'est pas chose banale. L'histoire a dû se raconter dans tout le pays, et chacun y ajoutant sa petite touche personnelle, il en résulta une légende qui perdure à Oissery et dans ses environs.
Déjà au XVIIIe siècle, Toussaint dans son Histoire de l'Église de Meaux est obligé d'édulcorer les écrits sur « la légende » pour essayer de lui donner un semblant de vérité. Voici le texte de l'homme d'Église :

« Jean des Barres, alla combattre les infidèles sous le règne de Saint Louis, et laissa en partant pour la Croisade sa femme à Oissery. Il fut fait prisonnier dans une action, et tomba entre les mains d'un homme dont il sut gagner le cœur par ses manières nobles et engageantes. Devenu le confident et l'ami de son Maître, il n'avait plus rien à désirer pour vivre heureux que la liberté. Celui-ci voulut l'attacher à lui par des liens encore plus étroits que toutes les faveurs ordinaires dont il le comblait. Il lui proposa le mariage d'une de ses parentes; mais il fallait l'épouser ou s'attendre aux derniers supplices. La fille était Mahométane, et Jean des Barres était Chrétien : outre cela il avait laissé en France une femme à qui il devait la foi conjugale. Il accepta néanmoins le parti. Mais il eut le talent de persuader sa nouvelle épouse de vivre avec lui comme une sœur avec son frère. Il fit plus : il la convertit, et après l'avoir amenée à la Religion Chrétienne, il trouva le moyen de revenir en France avec elle auprès de sa femme légitime »

.
Jean des Barres est initialement enterré dans le chœur de l'église collégiale d’Oissery. Il s'y trouve un mausolée de pierre où il est représenté entre ses deux épouses : Péronnelle (ou Pétronelle ou encore Pétronille) et Isabelle.

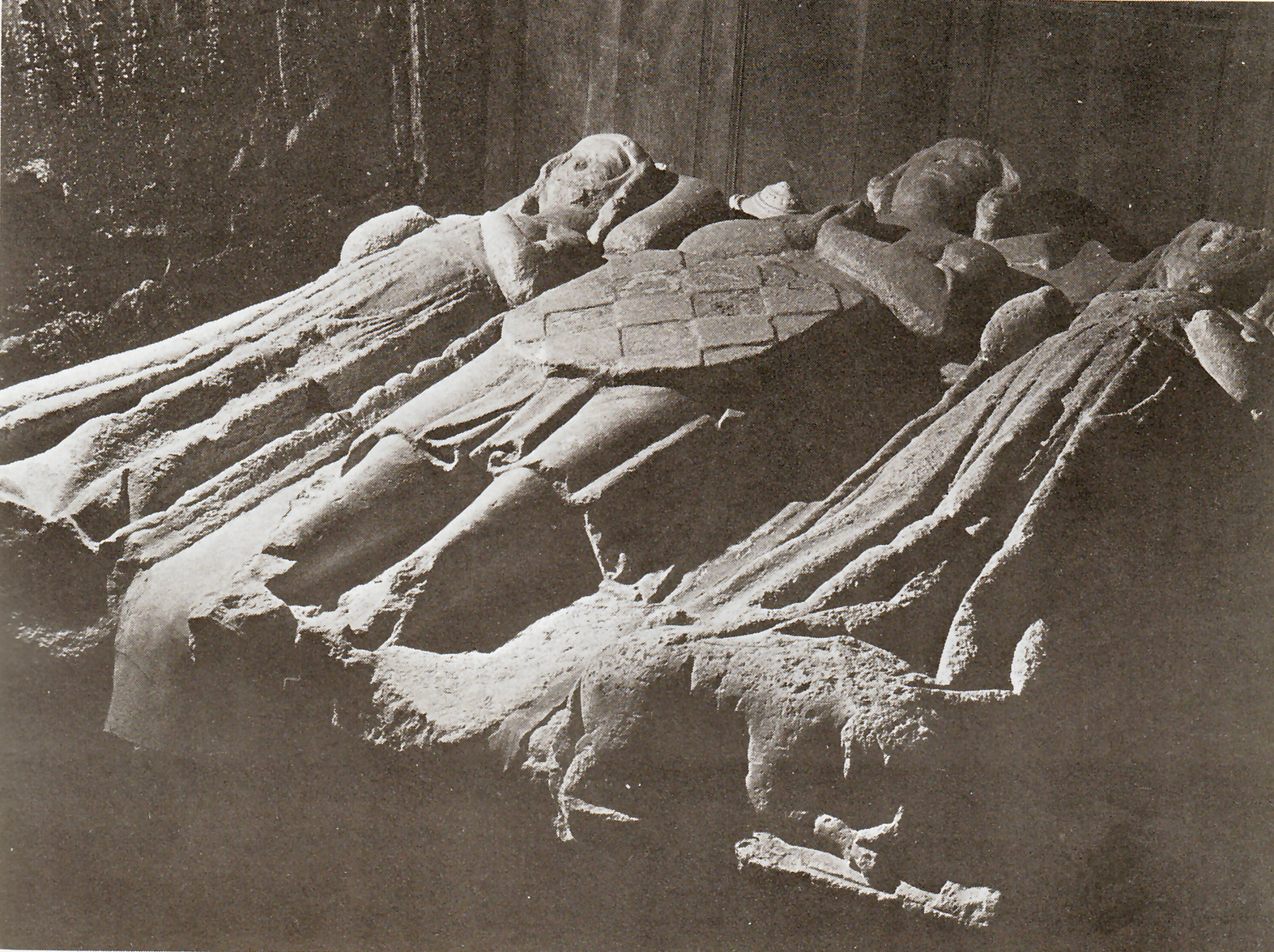
Pierre tombale de Jean des Barres et de ses deux épouses.

En 1847-1849, le cercueil d'Isabelle est ouvert. Le corps de la défunte est momifié sous un linceul de toile trempé dans un bain de résine ; « la tête elle-même représentait si bien les linéaments du visage, les traits de la physionomie, qu'il semblait qu'après six siècles un contemporain de la morte aurait pu reconnaitre cette dame ». D'après Christian de Bartillat, l'Orientale mourut certainement la dernière. Sa dépouille occupait la place centrale dans le mausolée, avec à sa droite les restes du chevalier et à sa gauche, ceux de Péronnelle .

Aujourd'hui, le monument est déplacé ; il se trouve vers la gauche, à l'entrée de la collégiale.
Comme la légende a perduré, au XIXe siècle, Fernand Labour sous le pseudonyme de Fernand des Barres publie un petit ouvrage sur Jean des Barres. Les faits relatés sont romancés et, comme pour tout roman à caractère historique, les faits rapportés ne sont pas avérés historiquement

La mairie d'Oissery, sans son site internet, consacre une page à La légende de Jean des Barres.

Pour perpétuer le souvenir de lointains ancêtres, les enfants des écoles viennent, dès leur plus jeune âge, visiter l'église et se font raconter l'histoire du riche seigneur d'Oissery qui a donné son nom au collège Jean des Barres situé rue Jean des Barres.

#### Le bienfaiteur
En 1262, il effectue une donation au prieuré de Fontaines-les-Nonnes, du consentement d’Helvide (Héloïse), sa mère.
En 1273, il semble avoir fait construire une chapelle nommée Notre-Dame-des-Barres au château familial d'Oissery.